# 十六カード
株式会社十六カード（じゅうろくカード、JUROKU CARD CO.,LTD.）は、十六フィナンシャルグループ傘下のクレジットカード会社。

## 概要
十六銀行の顧客基盤を基に主に岐阜県・愛知県内でクレジットカードの会員・加盟店を獲得している。また名古屋市内に支店を持つ。十六DCカード・十六JCBカードを発行している。
2005年に当時の親会社である十六銀行の経営層が交代するまで、DCカードのフランチャイジーの中では会員数純増率は長らく一位であった。